# Vladimir Konstantinov (politiker)
Vladimir Konstantinov (ryska: Влади́мир Андре́евич Константи́нов, ukrainska: Константинов Володимир Андрійович), född 19 november 1956 i Vladimirovca, Moldaviska SSR (nu i Transnistrien), Sovjetunionen, är en krimsk/rysk politiker som är talman i Krims parlament sedan 27 februari 2014.